# Verbivka, Novohrad-Volînskîi
Verbivka (în ucraineană Вербівка) este un sat în comuna Ciîjivka din raionul Novohrad-Volînskîi, regiunea Jîtomîr, Ucraina.

## Demografie
Componența lingvistică a localității Verbivka
     Ucraineană (99,51%)
     Alte limbi (0,49%)
Conform recensământului din 2001, majoritatea populației localității Verbivka era vorbitoare de ucraineană (99,51%), existând în minoritate și vorbitori de alte limbi.